# Ryan Field (stade)
Pour les articles homonymes, voir Ryan Field.
Le Ryan Field était un stade de football américain situé sur le campus de l'Université Northwestern à Evanston en Illinois. De 1926 à 2023, ses locataires furent les Wildcats de Northwestern (NCAA) avec une capacité de 47 130 places.
Le stade fut démoli en 2024, l'université Northwestern lance la construction d'un nouveau stade prévu pour 2026 sur le même site. 

## Événement
- En 1970, alors portant encore le nom de Dyche Stadium, le stade reçoit un match des Bears de Chicago de la NFL.

## Galerie

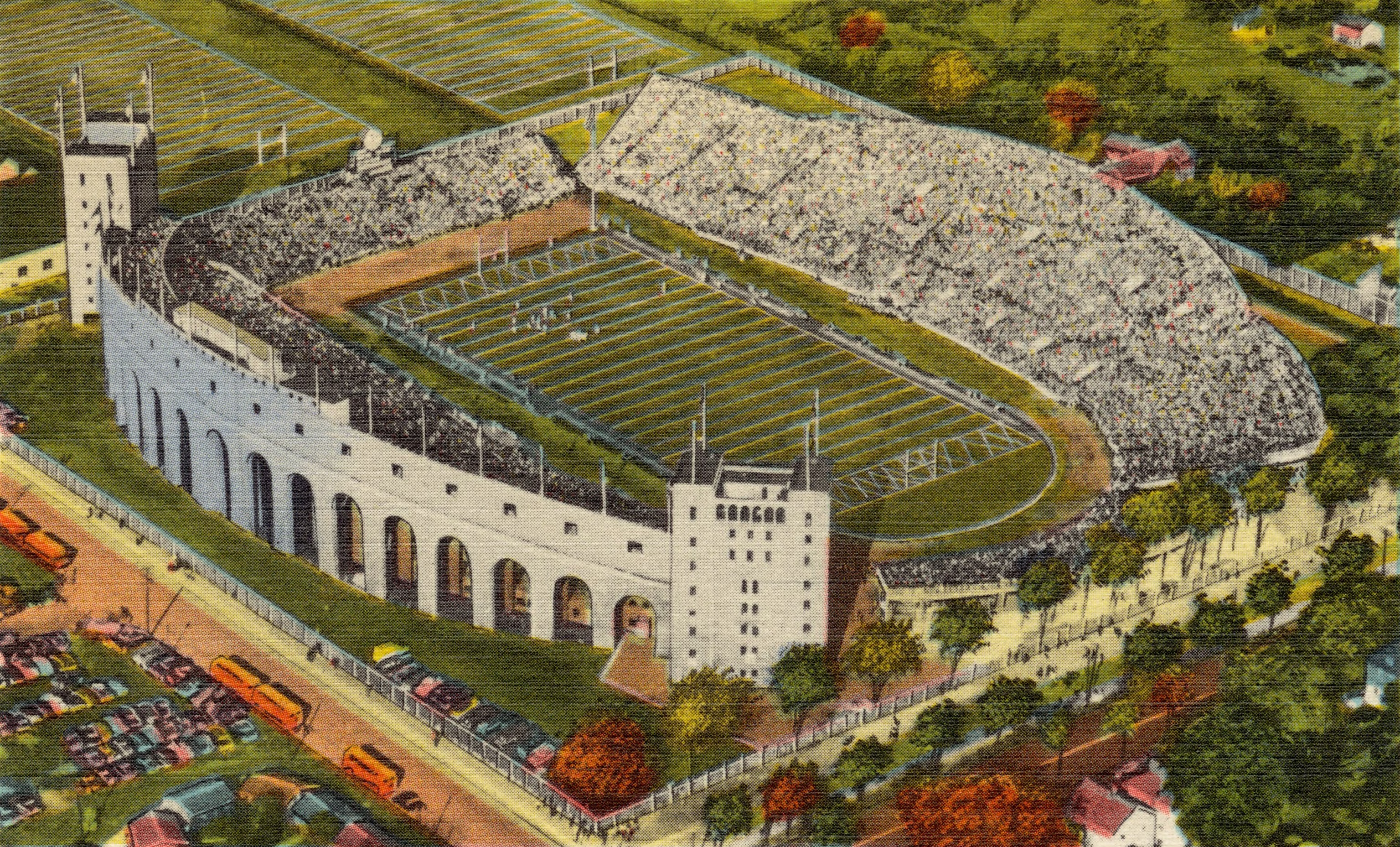
Illustration du stade de 1930 à 1945 (Dyche Stadium)
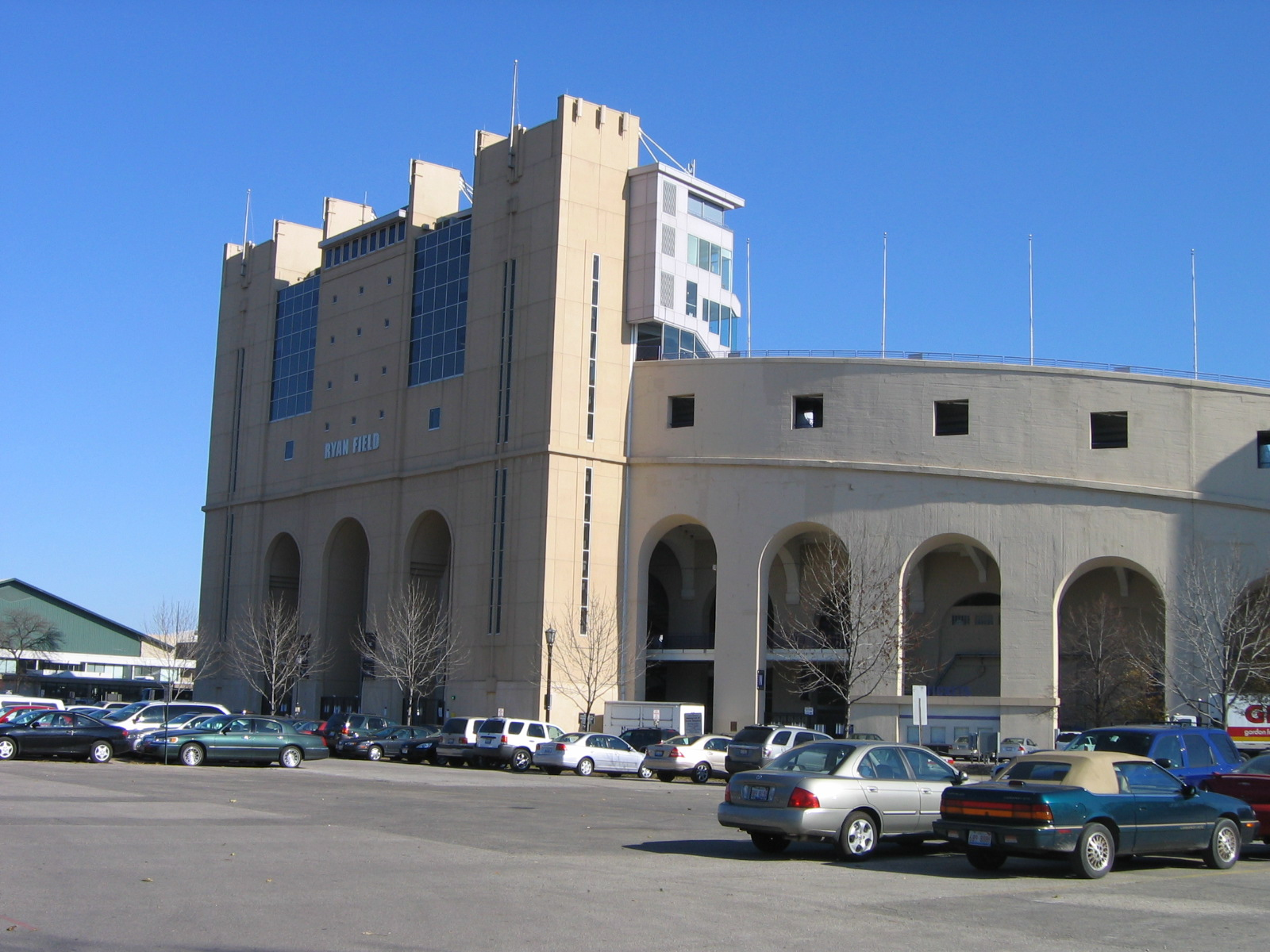
Vue extérieur en novembre 2006
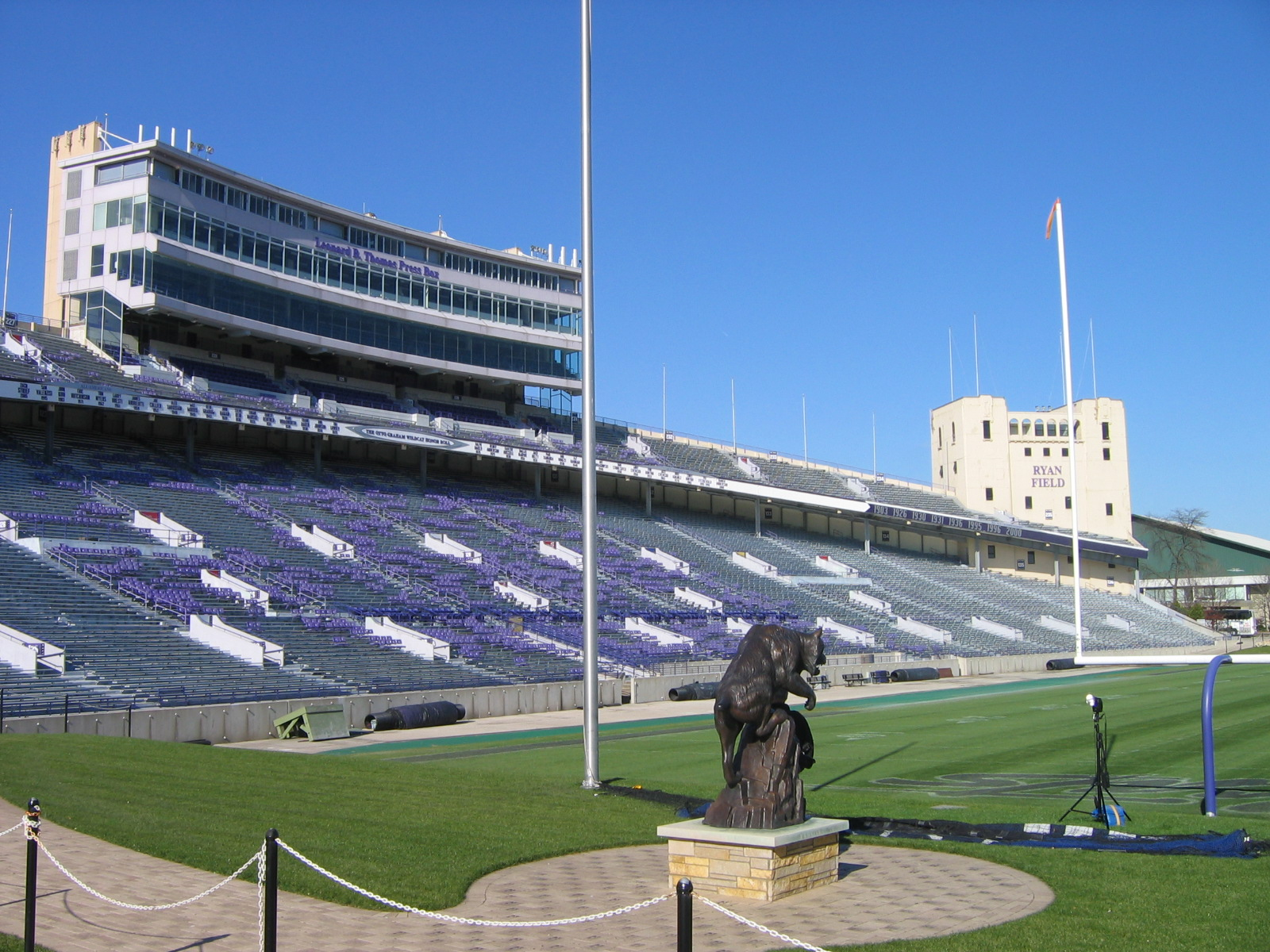
Vue intérieur en novembre 2006
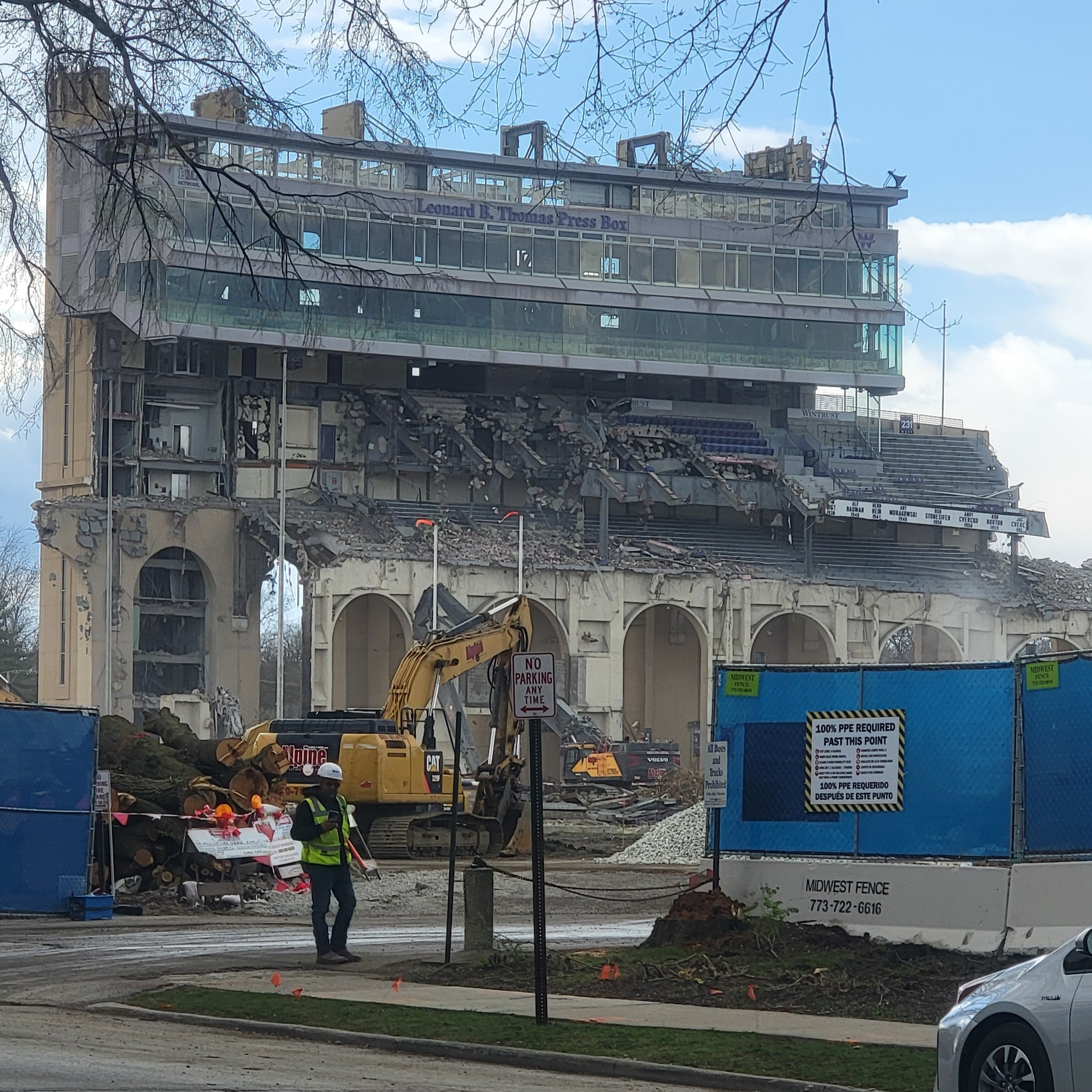
Ryan Field en cours de démolition en avril 2024